# Cormoran à aigrettes
Nannopterum auritum
Espèce
Synonymes
- Phalacrocorax auritus

Statut de conservation UICN

 LC  : Préoccupation mineure
Le Cormoran à aigrettes (Nannopterum auritum, anciennement Phalacrocorax auritus) est une espèce d'oiseaux marins se trouvant en Amérique centrale, dans les Caraïbes et en Amérique du Nord. Autrefois menacée par l'utilisation du DDT, cette espèce a récemment[Quand ?] vu ses effectifs augmenter.

## Description

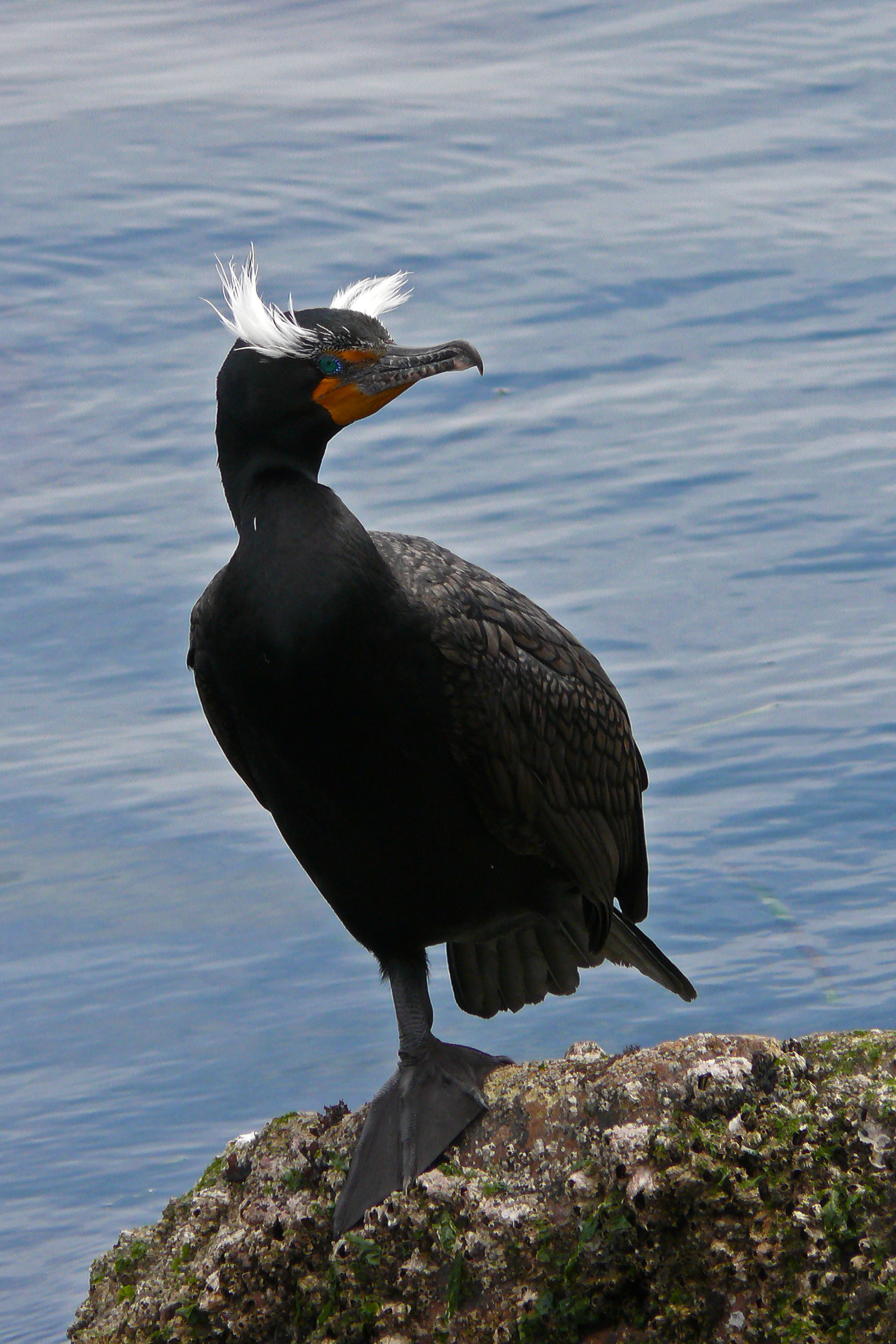
Un adulte Cormoran à aigrettes montrant les aigrettes du plumage nuptial.

Le Cormoran à aigrettes est un oiseau aquatique de grande taille avec un corps trapu, un long cou, une queue de taille moyenne, des doigts palmés et un bec crochu. Il mesure entre 70 et 90 centimètres de long avec une envergure de 114-132 cm,. Il pèse entre 1 200 et 2 500 grammes. Il n'y a pas de dimorphisme sexuel chez cette espèce.

### Plumage des adultes
Cette espèce possède un plumage de couleur sombre avec un sac gulaire et les lores jaune (en hiver) ou orange (en été). Le plumage nuptial des adultes est noir avec le dos et les couvertures alaires gris foncé vers le centre. Les aigrettes, qui donnent à l'espèce son nom, sont présentes uniquement lors de la saison de reproduction et sont soit blanches, soit noires, ou un mélange des deux. Elles sont localisées juste au-dessus des yeux. Le bec est de coloration sombre.

### Plumage des juvéniles

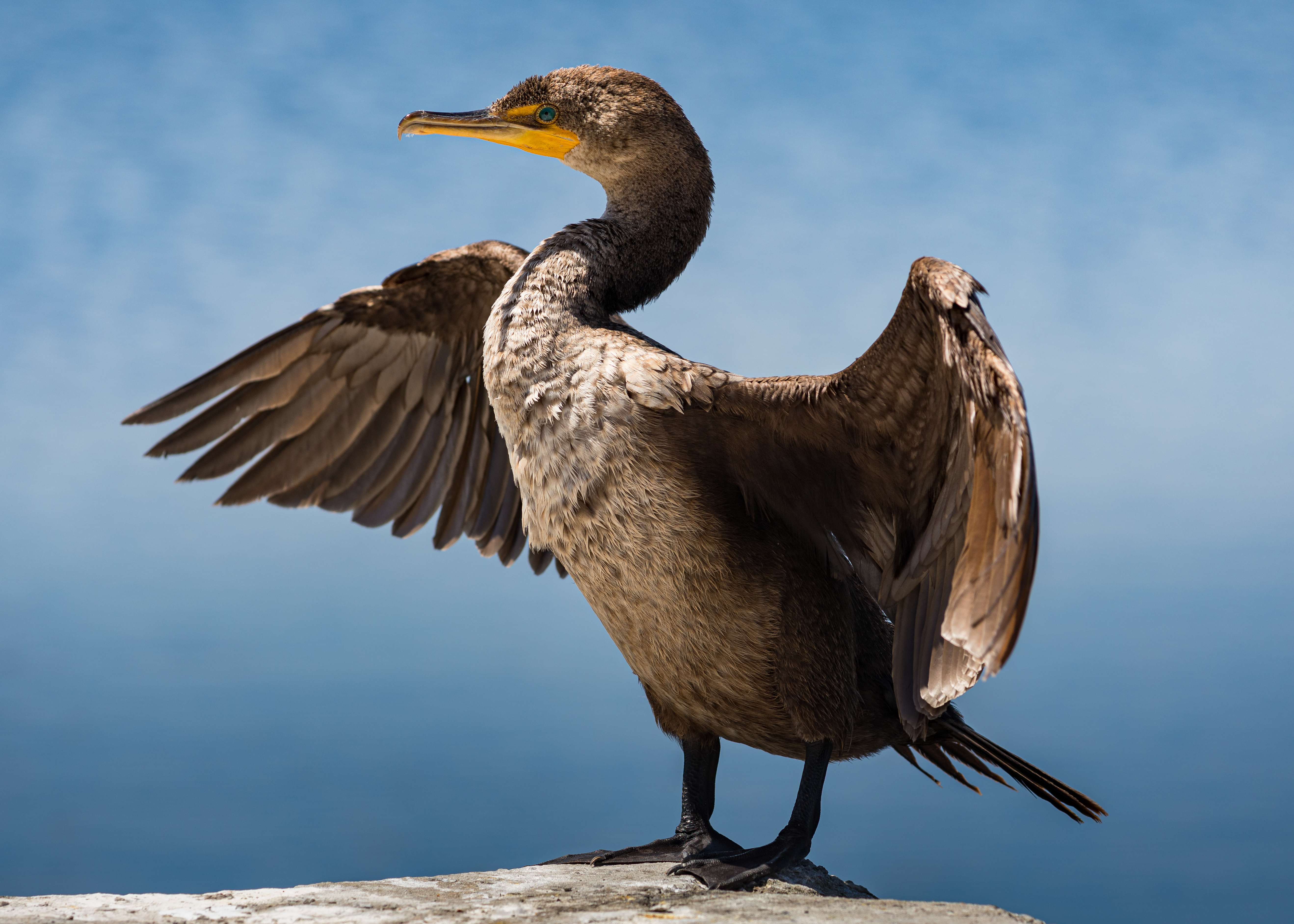
Un cormoran à aigrettes juvénile étendant ses ailes, vers Sutro Baths (San Francisco).

Le plumage des juvéniles est d'un gris sombre ou brunâtre. Les parties inférieures sont plus pâles que le dos, la gorge est pâle et la poitrine s'assombrit graduellement vers le ventre. Avec l'âge, le plumage devient plus foncé. Le bec des juvéniles est surtout orange ou jaunâtre.

## Comportement

### Locomotion
Le Cormoran à aigrettes nage le corps enfoncé dans l'eau, et quelquefois seulement son cou et sa tête sont visibles. Il plonge à partir de la surface. Il utilise ses pieds pour se propulser sous l'eau et peut plonger à une profondeur de 1,5 à 7,5 mètres pendant 30-70 secondes. Le plumage n'étant pas totalement étanche, il peut passer après la plongée de longues périodes debout avec les ailes ouvertes, ce qui permet de sécher les plumes. Cette espèce vole souvent au ras de l'eau, le bec légèrement relevé et les individus quittent souvent la colonie à la queue leu leu.

### Alimentation

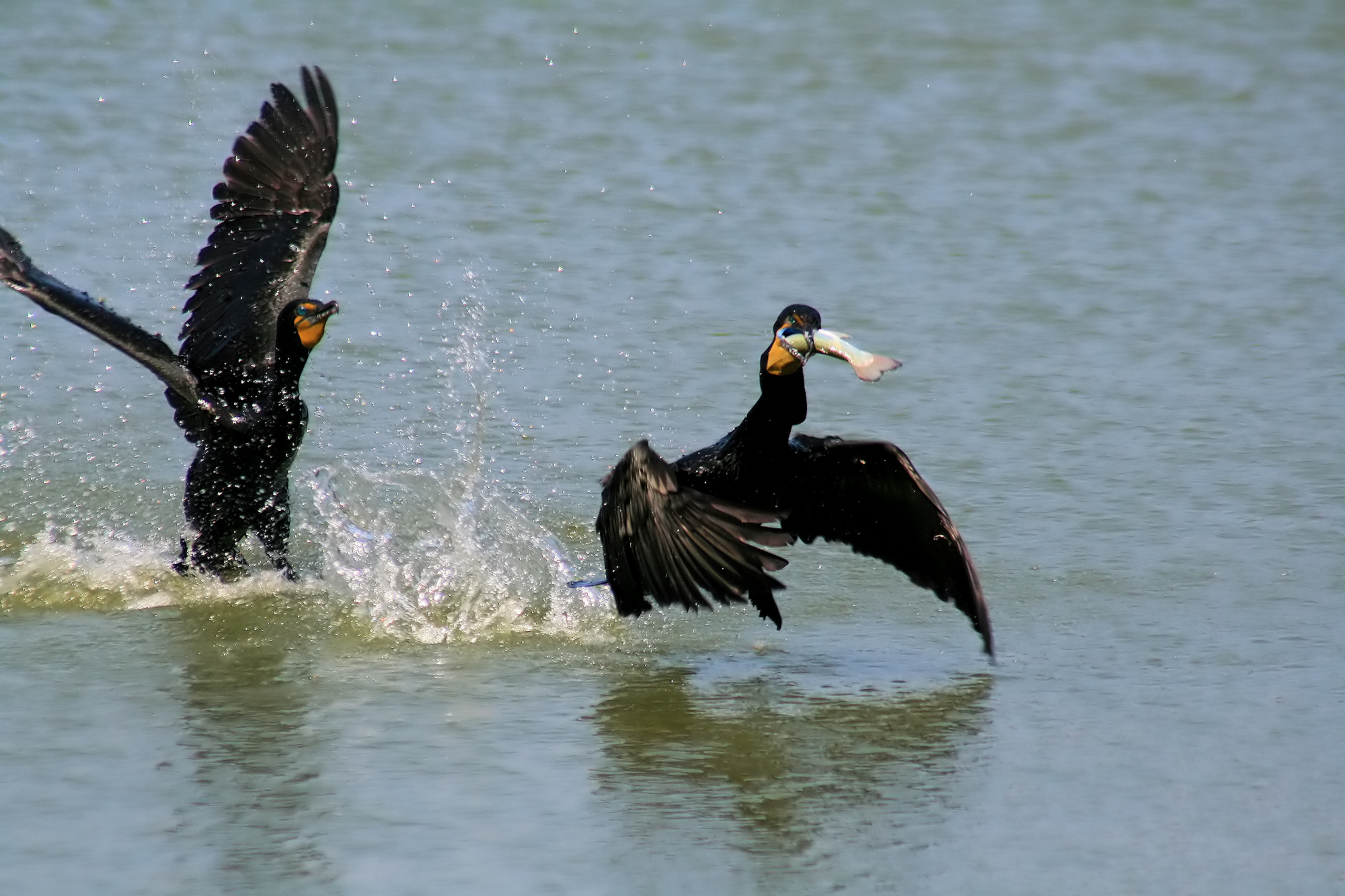
Deux Cormorans à aigrettes et un poisson.

La nourriture est prise en mer, dans les lacs d’eau douce et dans les rivières. Les Cormorans à aigrettes consomment surtout du poisson, mais quelquefois se nourrissent d’amphibiens et de crustacés. Comme tous les cormorans, cette espèce plonge pour trouver ses proies. Les plus petits poissons peuvent être consommés tandis que l’oiseau est encore sous l’eau mais les proies plus grandes sont généralement amenées à la surface avant d’être mangées. Les cormorans rejettent des pelotes de régurgitation contenant les matériaux non digérés de leurs proies comme des os. Ces pelotes peuvent être disséquées par les biologistes afin de déterminer le régime alimentaire des cormorans.

### Comportement social
Le Cormoran à aigrettes possède un cri grogné guttural et bas.

### Reproduction

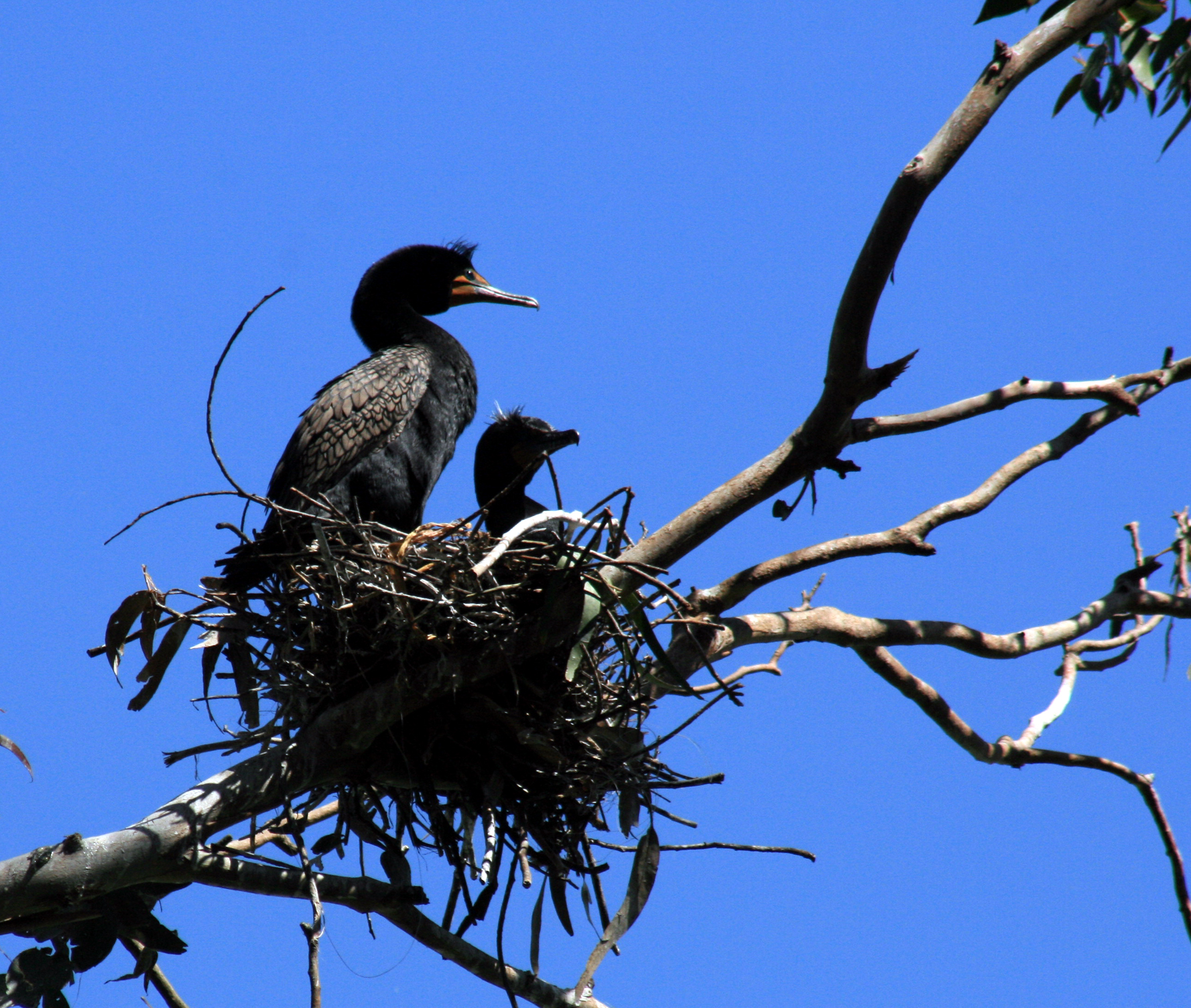
Cormorans à aigrettes (un adulte et un juvénile) au nid.

La reproduction a lieu près des zones côtières ainsi que près des lacs et rivières. Les Cormorans à aigrettes nichent dans les arbres, sur des falaises ou sur le sol des îles convenables. C’est une espèce grégaire qui niche généralement en colonie, souvent en compagnie d’autres espèces aquatiques.

## Répartition et habitat

Carte de répartition
Aire de nidification
Voie migratoire
Présent à l'année
Aire d'hivernage

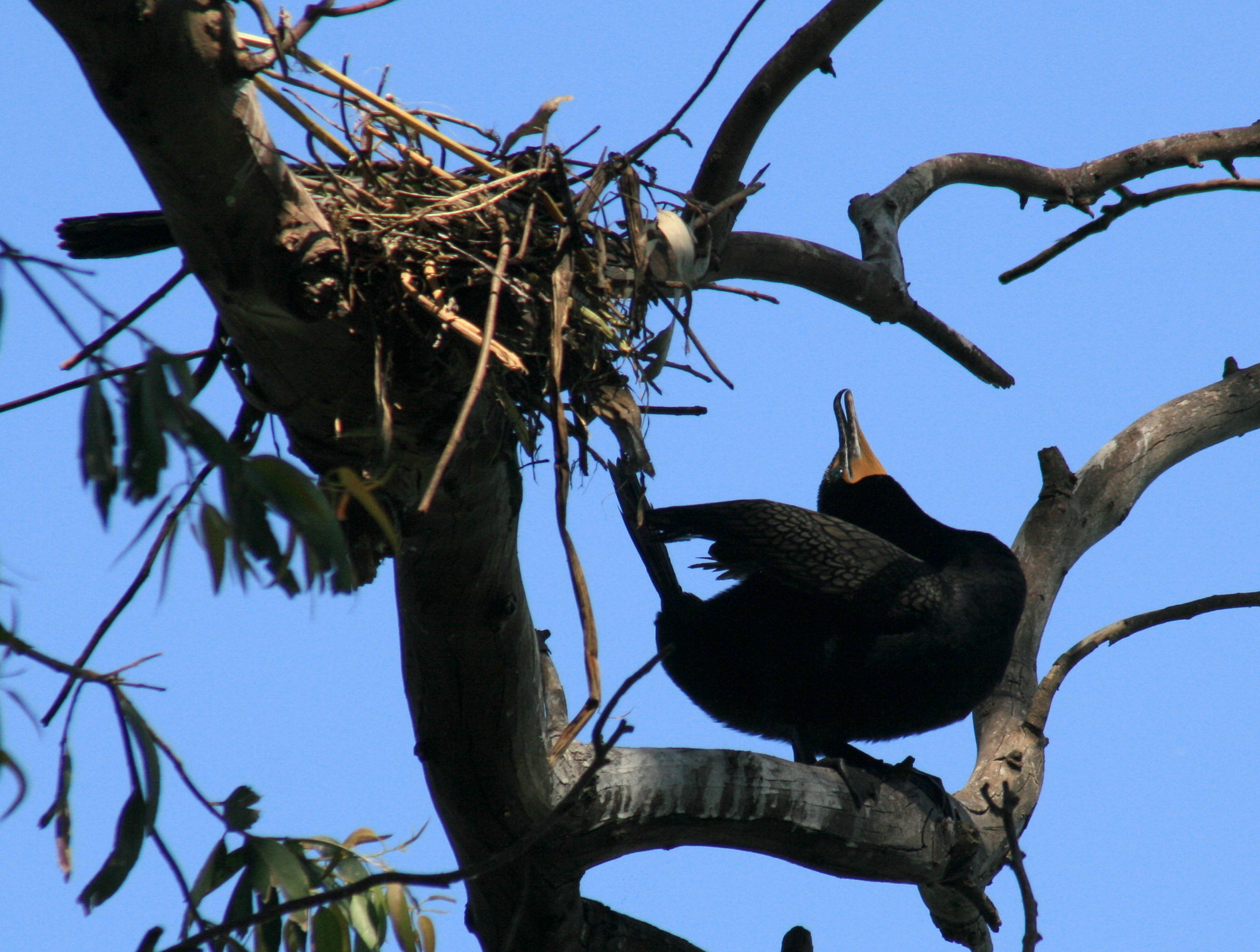
Cormoran à aigrettes en parade nuptiale en Californie.

Le Cormoran à aigrettes est une espèce commune et répandue en Amérique du Nord. Il migre à partir des régions plus froides de son aire de reproduction, comme l'est du Canada, et passe l'hiver partout où les eaux sont libres de glace. En effet, il se retrouve au nord de l'Alaska sur la côte ouest et au sud de la Nouvelle-Angleterre sur la côte est. Il peut également se retrouver vers le sud jusqu'au Mexique, en Floride et aux Bahamas. Il a été observé en Europe en Grande-Bretagne, en Irlande et aux Açores.

## Systématique

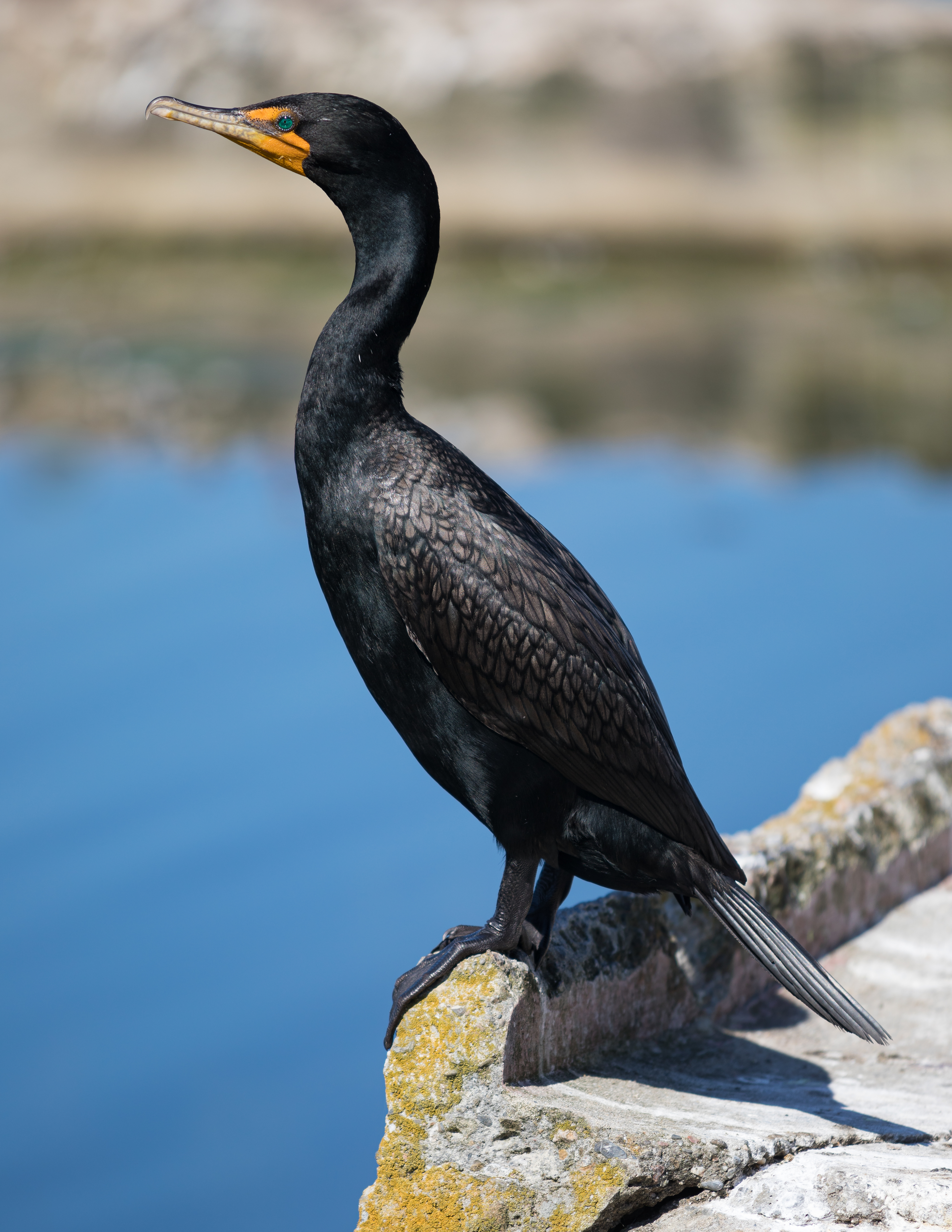
Un cormoran à aigrette, espèce Nannopterum auritum albociliatus, à Sutro Baths (San Francisco).

D'après la classification de référence (version 14.1, 2024) de l'Union internationale des ornithologues, le Cormoran à aigrettes possède 5 sous-espèces (ordre philogénique) :
- Nannopterum auritum cincinatum (Brandt, JF, 1837)
- Nannopterum auritum albociliatum (Ridgway, 1884) ;
- Nannopterum auritum auritum (Lesson, RP, 1831) ;
- Nannopterum auritum floridanum (Audubon, 1835) ;
- Nannopterum auritum heuretum (Watson, Olson & Miller, JR, 1991).

N. a. cincinatum appelé en anglais « White-crested Cormorant », présentement, il s'agit de la sous-espèce avec la répartition géographique la plus restreinte et avec la population la plus faible. Elle se retrouve le long de la côte sud de l'Alaska et aux îles Aléoutiennes (plus spécifiquement de Kodiak à l'ouest jusqu'à Chuginidak aux Aléoutiennes). Historiquement, son aire de répartition s'étendait à l'est jusqu'aux Near Islands mais, possiblement à cause de l'introduction de renards, il n'y avait plus d'adultes reproducteurs au milieu des années 1930.

## Le Cormoran à aigrettes et l'homme

### Étymologie
Son nom scientifique est dérivé du grec ancien φαλακροκόραξ / phalakrokórax (de φαλακρός / phalakrós, « chauve » et κόραξ / kórax, « corneille » ou « corbeau ») et du latin auritus, « oreillard », ce qui fait référence à ses aigrettes.
De même, son nom vernaculaire se réfère aux aigrettes présentes lors du plumage nuptial.

### Statut et gestion des populations
En 1894, Thomas McIlwraith mentionne des groupes « immenses » de cormorans à aigrettes dans son livre Birds of Ontario. Récemment, Linda Wires et Francesca J. Cuthbert ont affirmé qu'il y a des données solides qui suggèrent que les cormorans étaient autrefois au moins aussi nombreux que maintenant. Il semble qu'ils aient été chassés, comme d'autres espèces gibiers ou prédatrices, avant ou à partir du XIXe siècle jusqu'à présent.
Le nombre de cormorans à aigrettes a diminué dans les années 1960 à cause des effets du DDT. En revanche, les populations ont récemment augmenté, ce qui pourrait être dû à une diminution des polluants, notamment le DDT. Il se pourrait également que les étangs de pisciculture aient contribué à l'augmentation des populations au sud de l'aire de répartition. Ces étangs favorisent la survie et la croissance des individus pendant l'hiver.
Il semble que les populations nichant dans la région des Grands Lacs aient bénéficié de l'introduction de Alosa pseudoharengus (un poisson proie du genre alose) dont la présence a produit des conditions optimales d'alimentation et donc de succès reproducteur. Les cormorans à aigrettes consomment aussi d'autres espèces et ont été impliqués dans le déclin des populations de poissons pêchés dans les Grands Lacs et ailleurs. Le rôle exact des cormorans à aigrettes par rapport à ces déclins est débattu par les scientifiques, mais certains croient que les cormorans sont un facteur pour certaines populations et dans certains lieux. Lorsque les cormorans sont perçus comme étant en compétition avec les pêcheurs, les colonies peuvent être persécutées.
Les membres du public ayant demandé le contrôle des populations, le United States Fish and Wildlife Service (habituellement chargé de la protection de cette espèce) a récemment donné des options de gestion des populations à d'autres paliers de gouvernement. Ces options incluent la chasse et des mesures pour empêcher la reproduction. L'U.S. Fish and Wildlife Service supervise ces activités et les mesures de contrôle des populations ne sont pas menées par le grand public (pas de saison de chasse). Aux États-Unis et au Canada, plusieurs agences gouvernementales essaient de déterminer la meilleure façon de gérer la situation.